# Kim Aabech
Kim Aabech (født 31. maj 1983 på Birkholm) er en dansk fodboldspiller, der spiller for GVI. Han har tidligere spillet for flere danske klubber, herunder Lyngby BK, AGF m.fl. og for det danske ligalandshold.
Kim Aabech er søn af den tidligere danske landsholdsspiller Hans Aabech. Kim Aabech spiller offensiv midtbane/angreb og kan spille i begge sider.

## Karriere
Han har tidligere spillet for AGF, B 1903, Gladsaxe-Hero, Virum-Sorgenfri, Lyngby Boldklub og AC Horsens

### Lyngby BK
Han var en af profilerne på Lyngbys bedste mandskab inden skiftet til FC Nordsjælland. Igennem sin karriere for Lyngby har han været en målfarlig herre og udgjorde sammen med Tobias Mikkelsen, Mikkel Beckmann og Christian Holst en yderst målfarlig offensiv, som havde en stor rolle i Lyngbys oprykning fra 1. division i sæsonen 06/07.
Kim blev i efteråret 2008 rykket ned på Lyngbys 2. hold for en kort periode som følge af disciplinære problemer. Efter episoden kom han tilbage og har været en medvirkende faktor til Lyngbys fornuftige efterår.

### FC Nordsjælland
Den 4. juli 2013 offentliggjorde FC Nordsjælland at man havde indgået en to-årig aftale med Aabech. Her genforenedes han med Kasper Hjulmand, som han tidligere har haft som træner i sin tid i Lyngby BK.
Den 13. august 2014 forlod Aabech FCN, da Kim Aabech havde været så utilfreds med den manglende spilletid under den nye træner Ólafur Kristjánsson, at han troppede op på islændingens kontor på anlægget i Farum og oplyste, at han ikke ville komme til træning længere.
Dermed blev hans kontrakt ophævet, og han kommenterede følgende på episoden: "Det er egentlig ret simpelt for mig, jeg vil spille mere fast, og det havde jeg ikke udsigt til i FCN, da der er mange gode spillere. Jeg har nået en alder, hvor spilletiden er utrolig vigtig for mig, og derfor har jeg ønsket at finde det."

### AGF
Den klubløse Aabech skrev den 18. august 2014 under på en kontrakt med AGF og kom til klubben samtidig som den nye holdkammerat Darnel Situ.
Kim Aabech var en af de bærende kræfter for AGF's mandskab i sæsonen 2014/2015 og var en af hovedårsagerne til, at AGF rykkede tilbage til Superligaen. Jens Jønsson blev officielt kåret som årets spiller i AGF, men fansene mente det anderledes, da de via fansiden Morethanaclub.dk valgte Kim Aabech som årets spiller i AGF 2014/2015, mens Jens Jønsson indtog en 2. plads og Mate Vatsadze en 3. plads.
Da Glen Riddersholm overtog trænerposten, og klubben hentede Morten "Duncan" Rasmussen, gled Aabech ud af AGF's startopstilling, og skønt han i foråret 2016 fik flere kampe som indskifter, blev det klart, at han ikke fik sin kontrakt forlænget.

### AC Horsens
Efter AGF's sidste kamp imod FCK i sæsonen 2015/16 offentliggjorde Aabech, at han skiftede til AC Horsens. Her blev det til en enkelt sæson, hvorpå han ikke fik forlænget sin kontrakt i klubben.

### Hvidovre IF
Efter stoppet i Horsens skiftede Aabech til 2. divisionsklubben Hvidovre IF, hvor hans far i øvrigt havde spillet.

### VB 1968
I sommeren 2022 skiftede Kim Aabech til Danmarksserieklubben VB 1968 som på daværende havde flere tidligere superligaprofiler på holdet. 

### Avarta
I marts 2024 kunne Avarta fortælle at Kim Aabech ville forsætte karrieren hos dem. Aabech var med til at sende Avarta op i 3.division.

### GVI
Efter blot 5 måneder hos Avarta flyttede Kim Aabech til GVI i Københavnerserien.

### FC Gladsaxe
Kim Aabech flyttede i 2024 tilbage til Værebroklubben som nu havde fået nyt navn FC Gladsaxe.